# 鼓國
鼓國，先秦小型诸侯国，在今河北省晋州市西。
鼓國是白狄所建立，一说为祁姓。前527年，晋国荀吴率领军队伐鲜虞，围攻鼓國，荀吴攻下鼓国回国，不杀一个人，将鼓子鸢鞮带回国。晋国占取鼓地，在宗庙里献祭后，就让鼓子回国。鼓子回去後，又叛晋归属鲜虞。前520年六月，荀吴巡视东阳，派军队伪装籴米的人，背着皮甲在昔阳门外休息，乘机侵袭灭亡了鼓国，带着鼓子鸢鞮回去，派涉佗镇守鼓地，战国时期鼓國为下曲阳邑。

## 脚注
1. ↑  《左传·昭公十五年》
2. ↑  《左传·昭公二十二年》